# Sant Pere (Les Valls de Valira)
Sant Pere – miejscowość w Hiszpanii, w Katalonii, w prowincji Lleida, w comarce Alt Urgell, w gminie Les Valls de Valira.
Według danych INE w 2020 roku liczyła 69 mieszkańców – 34 mężczyzn i 35 kobiet. 